# Университет Маунт-Сент-Винсент
Университет Маунт Сент-Винсент (сокращенно Маунт, также MSVU) — университет в Галифаксе, Новая Шотландия, Канада.
Был основан в 1873 году католическим женским орденом « Дочери милосердия» имени святого Винсента как колледж для женщин. Университетские курсы для женщин были предложены в 1912 году, а с 1914 года началось сотрудничество с Университетом Далхаузи. В 1925 году школа получила разрешение присваивать собственные степени.
В 1966 году получил статус университета, а название было изменено на Университет Маунт-Сент-Винсент. Студенты мужского пола также принимаются в университет с 1967 года.
Около 4000 студентов обучаются по программам бакалавриата, магистратуры и докторантуры. The Mount является лидером в области онлайн-образования, предлагая множество онлайн-программ для получения степени бакалавра и магистра.